# Guémené-Penfao

Guémené-Penfao este o comună în departamentul Loire-Atlantique, Franța. În 2009 avea o populație de 4,951 de locuitori.